# Copa Marlboro 1988
La Copa Marlboro 1988 fueron una serie de torneos cuadrangulares amistosos disputados en Estados Unidos, en diferentes ciudades y meses del año, el primero se disputó en San Antonio (abril), luego se jugaron dos ediciones más en Los Ángeles (agosto) y en Nueva York (agosto), en los mismos tomaron partida clubes y selecciones nacionales.

## Primer torneo

### Participantes
- Fort Lauderdale Strikers
- UNAM
- Universidad de Guadalajara
- Alianza Fútbol Club

### Resultados

#### Semifinales
| 6 de abril de 1988 | Fort Lauderdale Strikers | 2:6' | UNAM | Alamo Stadium, San Antonio |  |

| 6 de abril de 1988 | Universidad de Guadalajara | 1:0' | Alianza Fútbol Club | Alamo Stadium, San Antonio |  |
|                    | Daniel Guzmán              |      |                     |                            |  |

#### 3.erPuesto
| 8 de abril de 1988 | Fort Lauderdale Strikers | 0:0' (5:3 p.) | Alianza Fútbol Club | Alamo Stadium, San Antonio |  |

#### Final
| 8 de abril de 1988 | UNAM | 0:1' | Universidad de Guadalajara | Álamo Stadium, San Antonio |  |

| México                             |
| Campeón Universidad de Guadalajara |
| 1.er título                        |

## Segundo torneo

### Participantes
- Universidad de Guadalajara
- Irlanda (Aunque un periódico americano reportó a este equipo como el Dundalk Football Club)
- El Salvador
- Guatemala

### Resultados

#### Semifinales
| 5 de agosto de 1988 | Universidad de Guadalajara                | 3:0' | Irlanda | LA Memorial Coliseum, Los Ángeles |  |
|                     | Neville 19' · Sosa 63' · Octavio Mora 67' |      |         |                                   |  |

| 5 de agosto de 1988 | El Salvador | 1:2' | Guatemala                     | LA Memorial Coliseum, Los Ángeles |  |
|                     | Coreas 15'  |      | Paniagua 18' · Castañeda 62'} |                                   |  |

#### 3.erPuesto
| 7 de agosto de 1988 | El Salvador | 1:0' | Irlanda | LA Memorial Coliseum, Los Ángeles |  |
|                     | Zapata 56'  |      |         |                                   |  |

#### Final
| 7 de agosto de 1988 | Guatemala                     | 3:2' | Universidad de Guadalajara | LA Memorial Coliseum, Los Ángeles |  |
|                     | Castañeda 16' · Pérez 26' 57' |      | Plascencia 39' · Mora 70'  |                                   |  |

| Guatemala         |
| Campeón Guatemala |
| 1.er título       |

## Tercer torneo

### Participantes
- Club Sporting Cristal
- Barcelona Sporting Club
- Sport Lisboa e Benfica
- Atlético Nacional

### Resultados

#### Semifinales
| 19 de agosto de 1988 | Sporting Cristal | 1:1' (6:5 p.) | Benfica | Giants Stadium, East Rutherford, New York |  |
|                      | Loyola           |               | Mozer   |                                           |  |

| 19 de agosto de 1988 | Barcelona SC | 0:0' (7:6 p.) | Atlético Nacional | Giants Stadium, East Rutherford, New York |  |

#### 3.erPuesto
| 21 de agosto de 1988 | Benfica | 3:2' | Atlético Nacional | Giants Stadium, East Rutherford, New York |  |

#### Final
| 21 de agosto de 1988 | Sporting Cristal             | 4:0' | Barcelona SC | Giants Stadium, East Rutherford, New York |  |
|                      | Loyola Hurtado Loyola Redher |      |              |                                           |  |

| Club Sporting Cristal    |
| Campeón Sporting Cristal |
| 1.er título              |